# LFA 2020
La Temporada 2020 de la LFA fue la quinta edición de la Liga de Fútbol Americano Profesional de México. En esta campaña se unió una nueva franquicia: Pioneros de Querétaro, entrando en sustitución de los Mayas debido a que la franquicia descansará un año para regresar en 2021, para tener un total de 8 equipos participantes esta campaña.
Nuevamente cada equipo tendrá su propio estadio, además el Tazón México V tendrá una sede neutral aun por definir.
Previo a la temporada en enero de 2020, la LFA realizó el draft con los mejores jugadores sénior de las universidades más importantes de México que juegan en la Liga Mayor ONEFA y Liga Premier CONADEIP, y por primera vez la FADEMAC. 
Durante el mes de marzo se llevará a cabo un evento de reclutamiento (Combine) de jugadores mexicanos de la LFA para tener la oportunidad de participar en la Canadian Football League (CFL) para la temporada 2020, este último fue pospuesto debido a la pandemia.
La competencia inició el viernes 7 de febrero en el Estadio de perros negros con el encuentro Mexicas vs Raptors, y concluiria el domingo 17 de mayo con el Tazón México V. 
El 16 de marzo de 2020, previo a la 6ª fecha, la Liga de Fútbol Americano Profesional de México suspendió todos los partidos de la temporada debido a la pandemia Covid-19.
Finalmente, el 29 de abril de 2020, Alejandro Jaimes Comisionado de la liga, mediante un comunicado de prensa, anunció el final de la temporada 2020, en común acuerdo entre todos los dueños de los equipos, debido a la poca certidumbre en la logística de la liga en tiempos para reactivarse.
No se declara ningún campeón.

## Equipos participantes
| Equipo          | Entrenador en jefe  | Ciudad                      | Estadio              | Capacidad       | Patrocinador    |
| División Centro | División Centro     | División Centro             | División Centro      | División Centro | División Centro |
| --------------- | ------------------- | --------------------------- | -------------------- | --------------- | --------------- |
| Artilleros      | Gustavo Torres      | Puebla de Zaragoza, Puebla  | Olímpico de la BUAP  | 22,000          |                 |
| Condors         | Félix Buendía       | Ciudad de México            | Tormenta Negra CSF   | 3,000           |                 |
| Mexicas         | Héctor Toxqui       | Ciudad de México            | Perros Negros        | 3,000           | Electrolit      |
| Osos            | Horacio García      | Toluca, Estado de México    | La Fortaleza US XXI  | 3,000           | U siglo XXI     |
| División Norte  |                     |                             |                      |                 |                 |
| Dinos           | Javier Adame        | Saltillo, Coahuila          | Olímpico de Saltillo | 9,000           |                 |
| Fundidores      | Carlos Strevel      | Monterrey, Nuevo León       | Borregos             | 10,057          |                 |
| Pioneros        | Rassielh López      | Corregidora, Querétaro      | La Pirámide          | 5,000           | INDEREQ         |
| Raptors         | Guillermo Gutiérrez | Naucalpan, Estado de México | José Ortega Martínez | 3,700           |                 |

## Acontecimientos relevantes
- En julio de 2019 la LFA modificó su estructura corporativa agregando nuevos socios y confirmando la figura del Comisionado en Alejandro Jaimes para el cargo. Llamándola LFA 2.0.[3]
- El 4 de septiembre fue presentada la novena franquicia de la LFA, que lleva por nombre los Pioneros de Querétaro en la ciudad de Querétaro. Esta franquicia ya existía, previamente en la liga FAM de la cual salieron campeones en 2019.[4]
- Durante el mes de octubre se anuncia que Mayas no participará en la temporada 2020, debido a la salida de su franquiciatario por adeudos con la liga, dejando al equipo sin franquiciatario y con muy poco tiempo para realizar la convocatoria y búsqueda de uno nuevo, pero con la promesa de regresar en 2021.[5]
- Debido al descanso de Mayas, la liga realizó un draft para aquellos jugadores que desearan continuar jugando con algún equipo de la LFA.[6]
- Los movimientos más destacados del draft de Mayas fueron: Marco García a Fundidores, Omar Cojolum a Dinos, Ramiro Pruneda a Pioneros, los hermanos Martínez a Condors, Jordi Saldaña a Raptors.
- En noviembre de 2019 en acuerdo con la CFL, La Liga de Fútbol Americano Profesional (LFA) llevó a cabo la selección de jugadores provenientes de la Canadian Football League (CFL) para integrarse a los ocho equipos mexicanos activos en la temporada 2020, con los refuerzos extranjeros, se realizará el intercambio de talento de ambas ligas. Los equipos debieron draftear al menos 2 jugadores.[7]
- El 24 de noviembre previo a la Grey Cup 107 en Calgary, Canadá diversos países donde se practica Football firmaron un acuerdo para la creación de la IAGF llamado así por sus siglas (International Alliance of Gridiron Football) un movimiento global creado para hacer crecer el football a nivel mundial. Esta Alianza Internacional está formada por Canadá, México, Alemania, Francia, Japón, Austria, Dinamarca, Finlandia, Italia, Noruega, Suecia y Gran Bretaña.[8]
- Artilleros Puebla anuncia que para la temporada 2020 cambian del Templo del Dolor al Estadio Olímpico de la BUAP mejorando la experiencia para el aficionado.[9]
- El 11 de febrero de 2020 se realizó el Draft 2020 de la LFA en las instalaciones de la FES Acatlán para reclutar a los jugadores provenientes de la Liga Mayor ONEFA y Liga Premier CONADEIP y por primera vez de la FADEMAC.[10]
- Previo al inicio de la temporada Fundidores anuncia que no contará con los servicios del QB Marco García (ex Maya) debido a un tema laboral con el equipo de Burros Blancos del Instituto Politécnico Nacional.[11]
- Después de la derrota de Pioneros a mano de Fundidores en la semana 3, y la nula productividad ofensiva del equipo llevando apenas 1 Touchdown, la organización anuncia el despido del coordinador ofensivo que estuviera a cargo de Miguel Estrada llegando en sustitución Toño Tajonar, quien ya había trabajado antes con el equipo.[12]
- Previo al inicio de la jornada 4, se anuncia que el juego entre Pioneros vs Artilleros, que se llevaría a cabo en la ciudad de Puebla quedó suspendido y pospuesto para una nueva fecha, debido al problema de violencia en contra de estudiantes de la Benemérita Universidad Autónoma de Puebla, en la que se llevó un paro de labores y por consiguiente el cierre de sus instalaciones, lugar donde Artilleros tiene su casa.[13]
- Debido a la declaración de pandemia del Covid-19, la Canadian Football League (CFL) decide postergar los Combines internacionales restantes, que se llevarían a cabo en México, Brasil, Japón e inclusive el que se llevaría en Toronto Canadá, argumentando restricciones para poder viajar a los diferentes países como medida para evitar la propagación de este.[14]
- El partido pendiente entre Artilleros y Pioneros que debió llevarse a cabo durante la jornada 4 en Puebla, se reprograma para la semana de descanso por el combine de la CFL, jugándose el Sábado 14 a las 14:00 hrs.[15]
- Debido a la Pandemia del COVID-19 y a las recomendaciones del Gobierno Federal Mexicano, la LFA decide suspender el torneo por tiempo indefinido, así también los entrenamientos y demás actividades.[16]
- El 29 de abril, el Comisionado Alejandro Jaimes,mediante un comunicado de prensa anuncia que se da por terminada la temporada 2020 de la liga, la cual se había quedado a la mitad debido a la Pandemia del COVID-19 y a las recomendaciones del Gobierno Federal Mexicano, y para no exponer la salud de jugadores y público, la LFA concluye la temporada al no haber certidumbre un su regreso, pactandolo hasta la temporada 2021[17]

## Cambios
- Estadios
  - Artilleros se mudaron del Estadio Templo del Dolor al Estadio Olímpico de la BUAP
  - Mexicas se mudaron del Campo delCasco de Santo Tomás al Estadio de Perros Negros en Naucalpan.
  - Raptors se mudaron por cuarto año consecutivo, esta vez del Campo de la FES Acatlán al Estadio José Ortega Martínez.
  - Fundidores se mudaron del Estadio Nuevo León Unido al Estadio Borregos del ITESM Monterrey.
- Entrenadores en Jefe
  - Mexicas: Héctor Toxqui sustituyó a Enrique Zárate (2019: 2-6, último conferencia centro).
  - Fundidores: Carlos Strevel sustituyó a Israel González  (2019: 3-5, playoffs).
- Franquiciatarios
  - Raptors cambió de franquiciatarios, el Lic. Juan Luis Montero (2019: subcampeón) salió como inversionista de la LFA y lo sustituyó el grupo IPS. Pero mantuvieron al director deportivo.

## Sistema de competencia

### Organización del calendario
Durante la temporada regular, cada equipo se enfrenta dos veces contra cada equipo de su división, uno como visitante y otro como local (6 partidos divisionales); también se enfrenta una sola vez contra los cuatro equipos de la otra división (4 partidos interdivisionales), dos como local, y otros dos como visitante.
Al finalizar la temporada regular, comienza un torneo de eliminación directa denominado postemporada o playoffs, en el que los dos mejores equipos de cada división se enfrentan entre sí en el Campeonato de División en el estadio del equipo mejor clasificado. Los ganadores de estos partidos pasan al Tazón México.

### Reglas
Las reglas de juego son las mismas de la National Football League, salvo por las siguientes excepciones:
- Los campos de juego pueden tener las hash marks del fútbol americano universitario, es decir, estar a una distancia de 40 pies. Sin embargo, para el Tazón México IV la distancia deberá ser de 18 pies con 6 pulgadas.
- El proceso de recepción no requiere que el jugador haga el movimiento de fútbol americano, solamente que tenga posesión del balón al terminar la jugada (sin importar que lo malabarée).
- El quarterback no tiene permitido usar dispositivos electrónicos en su casco para comunicarse con el plantilla de entrenadores.
- Los entrenadores y jugadores que se encuentren en la banca no tiene permitido usar dispositivos electrónicos tales como tabletas o monitores para revisar las jugadas recientes.

Adicionalmente, cada equipo puede tener hasta cinco jugadores extranjeros de cualquier nacionalidad y dos jugadores canadienses.

### Criterios de desempate
Estos son los criterios de desempate sencillo (dos equipos).
- 1. Quedará mejor clasificado el equipo que haya ganado al resto de los equipos involucrados.
- 2. Juegos entre los equipos.
- 3. Juegos ganados en su división.
- 4. Puntos en contra.
- 5. Diferencia de puntos anotados y recibidos.
- 6. Mayor cantidad de puntos netos en partidos comunes.
- 7. Mayor cantidad de puntos netos en todos los partidos.
- 8. Lanzamiento de la moneda.

### Tope salarial
El tope salarial es de $2,000,000 MXN, aproximadamente $100,000 USD. Hay cuatro niveles salariales, cada uno de los cuales está determinado por la Liga y es invariable para cualquier equipo:
- Nivel 1: jugadores extranjeros, hasta 5 por cada equipo y 2 canadienses, tienen el mayor salario y bonos para vivienda y alimentación.
- Nivel 2: jugadores franquicia, un ofensivo y un defensivo, deben ser mexicanos y tienen el segundo mejor salario.
- Nivel 3: jugadores starters o titulares, de 17 hasta 20 por cada equipo, tienen un salario menor al nivel 2.
- Nivel 4: jugadores de la deep chart, reciben una gratificación simbólica.
- Nivel 5: jugadores del practice squad, reciben una gratificación solo si llegan a jugar.

## Draft
El Draft 2020 fue el más grande hasta el momento, declarándose elegibles más de 70 jugadores sénior de la ONEFA, CONADEIP y por primera vez de la FADEMAC. El Draft se llevó a cabo el 11 de enero en las instalaciones de la FES Acatlán.
| Draft 2020 | Draft 2020 | Draft 2020           | Draft 2020              | Draft 2020 | Draft 2020               | Draft 2020            |
| Rd         | Sel.       | Equipo LFA           | Jugador                 | Pos.       | Universidad              | Conferencia           |
| ---------- | ---------- | -------------------- | ----------------------- | ---------- | ------------------------ | --------------------- |
| Es         | 1          | Pioneros             | José Pablo Morales      | DB         | Borregos ITESM Querétaro | Liga Mayor ONEFA      |
| Es         | 2          | Condors              | César Pérez Durán       | DL         | Águilas Blancas IPN      | Liga Mayor ONEFA      |
| 1          | 1          | Pioneros             | Edgar Padilla           | LB         | Águilas Blancas IPN      | Liga Mayor ONEFA      |
| 1          | 2          | Mexicas              | Jerónimo Arzate         | CB         | Pumas CU UNAM            | Liga Mayor ONEFA      |
| 1          | 3          | Osos                 | Daniel Rubio            | RB         | Potros Salvajes UAEM     | Liga Mayor ONEFA      |
| 1          | 4          | Dinos                | Carlos Mercado          | OL         | Borregos Salvajes ITESM  | Liga Premier CONADEIP |
| 1          | 5          | Artilleros           | Diego Bedolla           | OL         | Aztecas UDLA             | Liga Premier CONADEIP |
| 1          | 6          | Fundidores           | Martín Maldonado        | DL         | Borregos Salvajes ITESM  | Liga Premier CONADEIP |
| 1          | 7          | Raptors              | Ricardo Sainz           | WR/DB      | Pumas CU UNAM            | Liga Mayor ONEFA      |
| 1          | 8          | Condors              | Luis Adán Ochoa         | DL         | Águilas Blancas IPN      | Liga Mayor ONEFA      |
| 2          | 9          | Pioneros             | Saúl Aguilar            | OL         | Auténticos Tigres UANL   | Liga Mayor ONEFA      |
| 2          | 10         | Mexicas              | Daniel Concepción       | OL         | Águilas Blancas IPN      | Liga Mayor ONEFA      |
| 2          | 11         | Osos                 | Carlos Garza            | LB         | Leones UA Norte          | Liga Mayor ONEFA      |
| 2          | 12         | Fundidores vía Dinos | Josué Antonio López     | OL         | Águilas UACH             | Liga Mayor ONEFA      |
| 2          | 13         | Artilleros           | Osvaldo Zumalacarregui  | DB         | Aztecas UDLA             | Liga Premier CONADEIP |
| 2          | 14         | Fundidores           | Cosme Lozano            | DB         | Borregos Salvajes ITESM  | Liga Premier CONADEIP |
| 2          | 15         | Raptors              | Alfonso Trejos          | DL         | Burros Blancos IPN       | Liga Mayor ONEFA      |
| 2          | 16         | Condors              | Luis Canela             | LB         | Pumas CU UNAM            | Liga Mayor ONEFA      |
| 3          | 17         | Pioneros             | Ricardo Servín          | RB         | Pumas UNAM Acatlán       | Liga Mayor ONEFA      |
| 3          | 18         | Mexicas              | Gerardo Rarmírez        | CB         | Pumas CU UNAM            | Liga Mayor ONEFA      |
| 3          | 19         | Osos                 | Hanscel López           | QB         | Potros Salvajes UAEM     | Liga Mayor ONEFA      |
| 3          | 20         | Fundidores vía Dinos | Edgar Cortez            | OL         | Auténticos Tigres UANL   | Liga Mayor ONEFA      |
| 3          | 21         | Artilleros           | Diego Torres            | LB         | Aztecas UDLA             | Liga Premier CONADEIP |
| 3          | 22         | Fundidores           | Enrique Zepeda          | LB         | Auténticos Tigres UANL   | Liga Mayor ONEFA      |
| 3          | 23         | Raptors              | Marco Camacho           | WR         | Borregos ITESM México    | Liga Premier CONADEIP |
| 3          | 24         | Condors              | Daniel Murillo          | DL         | Pumas CU UNAM            | Liga Mayor ONEFA      |
| 4          | 25         | Mexicas vía Pioneros | Brandon López           | QB         | Toros Salvajes UACH      | Liga Mayor ONEFA      |
| 4          | 26         | Mexicas              | Ricardo Razo            | SS         | Leones UA Norte          | Liga Mayor ONEFA      |
| 4          | 27         | Raptors vía Osos     | Gustavo Orostico        | DB         | Burros Blancos IPN       | Liga Mayor ONEFA      |
| 4          | 28         | Fundidores vía Dinos | Patricio Garza          | WR         | Lobos UAdeC              | Liga Mayor ONEFA      |
| 4          | 29         | Artilleros           | Jorge Eduardo Retana    | WR         | Aztecas UDLA             | Liga Premier CONADEIP |
| 4          | 30         | Fundidores           | Itan Salas              | LB         | Auténticos Tigres UANL   | Liga Mayor ONEFA      |
| 4          | 31         | Raptors              | Rodrigo Aquino          | WR         | Burros Blancos IPN       | Liga Mayor ONEFA      |
| 4          | 32         | Condors              | Jorge Sámano            | LB         | Leones UA Norte          | Liga Mayor ONEFA      |
| 5          | 33         | Mexicas vía Pioneros | Mario Ortiz             | WR         | Leones UA Norte          | Liga Mayor ONEFA      |
| 5          | 34         | Mexicas              | Eduardo Jiménez         | WR         | Burros Blancos IPN       | Liga Mayor ONEFA      |
| 5          | 35         | Osos                 | Alejandro Sánchez       | OL         | Potros Salvajes UAEM     | Liga Mayor ONEFA      |
| 5          | 36         | Fundidores vía Dinos | Marco Santana           | QB         | Lobos UAdeC              | Liga Mayor ONEFA      |
| 5          | 37         | Artilleros           | Marco Covarrubias       | OL         | Aztecas UDLA             | Liga Premier CONADEIP |
| 5          | 38         | Fundidores           | Pick declinado          |            |                          |                       |
| 5          | 39         | Raptors              | Julio Villarreal        | DL         | Leones UA Norte          | Liga Mayor ONEFA      |
| 5          | 40         | Condors              | Alberto González        | K          | Pumas CU UNAM            | Liga Mayor ONEFA      |
| 6          | 41         | Pioneros             | Jorge Contreras         | OL         | Pumas UNAM Acatlán       | Liga Mayor ONEFA      |
| 6          | 42         | Mexicas              | Fernando Hernández      |            | Toros Salvajes UACH      | Liga Mayor ONEFA      |
| 6          | 43         | Raptors vía Osos     | Luis González           | OL         | Pumas UNAM Acatlán       | Liga Mayor ONEFA      |
| 6          | 44         | Dinos                | Ángel Martínez          | DL         | Lobos UAdeC              | Liga Mayor ONEFA      |
| 6          | 45         | Artilleros           | Jorge Bravo             | WR         | Aztecas UDLA             | Liga Premier CONADEIP |
| 6          | 46         | Raptors              | Sean Muzquiz            | DL         | Leones UA Norte          | Liga Mayor ONEFA      |
| 6          | 47         | Condors              | Mario Alberto Hernández | WR         | Pumas CU UNAM            | Liga Mayor ONEFA      |
| 7          | 49         | Pioneros             | Pick declinado          |            |                          |                       |
| 7          | 50         | Mexicas              | Emmanuel Vargas         | DL         | Águilas Blancas IPN      | Liga Mayor ONEFA      |
| 7          | 51         | Raptors vía Osos     | Jorge Guzmán            | DE         | Pumas CU UNAM            | Liga Mayor ONEFA      |
| 7          | 52         | Dinos                | Andrés Castro           | DB         | Lobos UAdeC              | Liga Mayor ONEFA      |
| 7          | 53         | Artilleros           | Diego Vásquez           | WR         | Lobos BUAP               | Liga Mayor ONEFA      |
| 7          | 54         | Raptors              | Eric Remigio            | WR         | Búhos IPN                | Liga Mayor FADEMAC    |
| 7          | 55         | Condors              | Yannic Hernández        | DB         | Burros Blancos IPN       | Liga Mayor ONEFA      |
| 8          | 57         | Mexicas              | Raymundo Mora           | OL         | Frailes UT               | Liga Mayor ONEFA      |
| 8          | 58         | Osos                 | Pick declinado          |            |                          |                       |
| 8          | 59         | Dinos                | Fernando Gómez          | WR         | Auténticos Tigres UANL   | Liga Mayor ONEFA      |
| 8          | 60         | Artilleros           | Geovanni Gómez          | CB         | Lobos BUAP               | Liga Mayor ONEFA      |
| 8          | 61         | Raptors              | Miguel Ríos             | DL         | Leones UA Norte          | Liga Mayor ONEFA      |
| 8          | 62         | Condors              | Yair Alejandro Márquez  | QB         | Águilas Blancas IPN      | Liga Mayor ONEFA      |
| 9          | 63         | Mexicas              | Sergio Soriano          | OL         | Águilas Blancas IPN      | Liga Mayor ONEFA      |
| 9          | 64         | Artilleros           | Brandon Barrios         | DB         | Lobos BUAP               | Liga Mayor ONEFA      |
| 9          | 65         | Raptors              | Ozdi Nimrod Barona      | QB         | Pumas UNAM Acatlán       | Liga Mayor ONEFA      |
| 9          | 66         | Condors              | Gustavo Aguilar         | RB         | Pumas UNAM Acatlán       | Liga Mayor ONEFA      |
| 10         | 67         | Mexicas              | Carlos Climaco          | RB         | Burros Blancos IPN       | Liga Mayor ONEFA      |
| 10         | 68         | Artilleros           | Diego Ruíz              | QB         | Aztecas UDLA             | Liga Premier CONADEIP |
| 10         | 69         | Raptors              | César Iván Alanís       | OL         | Frailes UT               | Liga Mayor ONEFA      |
| 10         | 70         | Condors              | Javier Arceo            | RB         | Linces UVM               | Liga Mayor ONEFA      |
| 11         | 71         | Artilleros           | Kevin Brian Correa      | RB         | Aztecas UDLA             | Liga Premier CONADEIP |
| 11         | 72         | Artilleros           | Diego Huerta            | LB         | Aztecas UDLA             | Liga Premier CONADEIP |
| 11         | 73         | Artilleros           | Alberto Adduci Bellizi  | OL         | Aztecas UDLA             | Liga Premier CONADEIP |

     Selecciones complementarias
* A cambio de selección en draft Mayas, Dinos dio a Fundidores selecciones en la segunda, tercera, cuarta y quinta ronda del Draft 2020.
** A cambio de los WR Aldo Narvaes y Josep Acosta, Pioneros dio a Mexicas selecciones en la cuarta y quinta ronda del Draft 2020.
*** A cambio de selección en draft Mayas, Osos dio a Raptors selecciones en la cuarta, sexta y séptima ronda del Draft 2020.

### Draft CFL - LFA
Para la temporada 2020, los 8 equipos de la Liga de Fútbol Americano Profesional de México (LFA) realizaron un draft de 27 jugadores canadienses de la CFL, con la intención de continuar aprendiendo el juego y perfeccionando sus habilidades en un entorno competitivo. De los 27 jugadores, al menos 16 (dos por equipo de la LFA) irán a jugar a México.
| Draft CFL - LFA 2020 | Draft CFL - LFA 2020 | Draft CFL - LFA 2020     | Draft CFL - LFA 2020    | Draft CFL - LFA 2020 | Draft CFL - LFA 2020  | Draft CFL - LFA 2020 |
| Rd                   | Sel.                 | Equipo LFA               | Jugador                 | Pos.                 | Origen                | Contrato             |
| -------------------- | -------------------- | ------------------------ | ----------------------- | -------------------- | --------------------- | -------------------- |
| 1                    | 1                    | Dinos Saltillo           | Ben Koczwara            | OL                   | Waterloo              | Roster               |
| 1                    | 2                    | Fundidores Monterrey     | Jacob Czaja             | OL                   | St. Francis Xavier    | Roster               |
| 1                    | 3                    | Pioneros Querétaro       | Jeremy Fagnan           | DB                   | St. Francis Xavier    | Roster               |
| 1                    | 4                    | Raptors Naucalpan        | Graham Kelly            | QB                   | Mount Allison         | Roster               |
| 1                    | 5                    | Condors Ciudad de México | Nick Parisotto          | DB                   | Guelph                | Roster               |
| 1                    | 6                    | Mexicas Ciudad de México | Alex Morrison           | WR                   | UBC                   | Roster               |
| 1                    | 7                    | Osos Toluca              | Ian Marouf              | DL                   | Guelph                | Roster               |
| 1                    | 8                    | Dinos Saltillo           | Bryce Vieira            | RB                   | Ottawa                | Roster               |
| 2                    | 9                    | Artilleros Puebla        | Zacary Alexis           | DB                   | Montreal              | Roster               |
| 2                    | 10                   | Fundidores Monterrey     | Elijah Watson           | OL                   | Carleton              | Roster               |
| 2                    | 11                   | Pioneros Querétaro       | Drew Morris             | LB                   | Acadia                | Roster               |
| 2                    | 12                   | Raptors Naucalpan        | Zeph Fraser             | WR                   | Guelph                | Practica             |
| 2                    | 13                   | Condors Ciudad de México | Dallas Boath            | WR                   | Calgary               | Practica             |
| 2                    | 14                   | Mexicas Ciudad de México | Lautaro Frecha          | DB                   | Waterloo              | Roster               |
| 2                    | 15                   | Osos Toluca              | Mandella Loggale        | DB                   | Saint Mary’s          | Roster               |
| 2                    | 16                   | Dinos Saltillo           | Jordan Ngantsi          | DB                   | Bishop’s              | Practica             |
| 3                    | 17                   | Artilleros Puebla        | Elroy Douglas           | DB                   | Missouri Western St.  | Roster               |
| 3                    | 18                   | Raptors Naucalpan        | Brad Friesen            | LB                   | UBC                   | Roster               |
| 3                    | 19                   | Condors Ciudad de México | Brendon Thera-Plamondon | WR                   | Calgary               | Practica             |
| 3                    | 20                   | Mexicas Ciudad de México | Archelaus Jack          | WR                   | Saint Mary’s          | Practica             |
| 3                    | 21                   | Dinos Saltillo           | *Jimmie Cunningham      | DL                   | St. Francis Xavier    | Roster               |
| 3                    | 22                   | Fundidores Monterrey     | Brad Mikoluff           | K                    | Manitoba              | Roster               |
| 3                    | 23                   | Condors Ciudad de México | Shaun Robinson          | DE/LB                | Mount Allison         | Practica             |
| 3                    | 24                   | Mexicas Ciudad de México | Dylan Schrot            | LB                   | Manitoba              | Practica             |
| 3                    | 25                   | Dinos Saltillo           | David Steeves           | WR                   | Trinity Bible College | Practica             |

     Selecciones complementarias
*Contratado por los Condors

### Draft Mayas
Para la temporada 2020, los 8 equipos de la Liga de Fútbol Americano Profesional de México (LFA) realizaron un draft de los jugadores del equipo mayas que se declararon elegibles para jugar la temporada 2020 con algún otro equipo de la liga, con la intención de continuar jugando y no perder el ritmo de competencia. Artilleros declinó su participación al argumentar no estar interesado en ningún jugador de Mayas.
| 1 | 1  | Mexicas              | Isaac Medina        | DL |
| 1 | 2  | Fundidores           | *Marco García       | QB |
| 1 | 3  | Dinos                | Omar Cojolum        | RB |
| 1 | 4  | Osos                 | Leonel Ramírez      | OL |
| 1 | 5  | Raptors              | Edgar White         | LB |
| 1 | 6  | Pioneros             | Ramiro Pruneda      | OL |
| 1 | 7  | Condors              | Josué Martínez      | WR |
| 2 | 8  | Mexicas              | Diego Magaña        | DL |
| 2 | 9  | Dinos vía Fundidores | Mariano Vargas      | OL |
| 2 | 10 | Dinos                | Lennin Ortiz        | RB |
| 2 | 11 | Osos                 | Jonathan Segura     | OL |
| 2 | 12 | Raptors              | Jesús Sosa Piña     | RB |
| 2 | 13 | Pioneros             | Álvaro Camacho      | QB |
| 2 | 14 | Condors              | Luis David Martínez | WR |
| 3 | 15 | Mexicas              | Uriel Ávalos        | DE |
| 3 | 16 | Osos                 | Juan Vázquez        | DB |
| 3 | 17 | Raptors              | Adan Hernández      | SS |
| 3 | 18 | Pioneros             | **Jordi Saldaña     | FS |
| 3 | 19 | Condors              | Ricardo Espinoza    | CB |
| 4 | 20 | Mexicas              | Uriel López         | LB |
| 4 | 21 | Osos                 | José Falcón         | CB |
| 4 | 22 | Raptors              | Christian Gómez     | WR |
| 4 | 24 | Condors              | Luis Zárate         | LB |
| 5 | 20 | Mexicas              | Carlos Díaz         | TE |
| 5 | 21 | Osos                 | Sebastián Baig      | LB |
| 5 | 22 | Raptors              | Edgar Arroyo        | RB |
| 5 | 24 | Condors              | Marco Morales       | WR |
| 6 | 25 | Mexicas              | Jonathan García     | LB |
| 6 | 26 | Osos                 | Gustavo Ramos       | WR |
| 6 | 27 | Raptors              | José Garatachea     | SS |
| 6 | 28 | Condors              | Fernando Aguirre    | DL |
| 7 | 29 | Raptors              | Arturo Callejos     | QB |

*Declinó su contratación por motivos laborales
|
**Contratado por los Raptors

## Temporada Regular
El campo de entrenamiento comenzó en la primera semana de noviembre de 2019, algunos antes como el caso de Condors y Dinos que comenzó a finales de octubre.
La temporada regular se juega de febrero a abril, cada equipo enfrenta dos veces a cada uno de los equipos de su respectiva división, uno como local y otro como visitante, también habrá 4 juegos entre conferencias, cada equipo tendrá dos juego de local y dos de visita.
Habrá tres semanas de descanso (bye) una entre la semana 5 y 6 y también para los equipos que entren a playoffs entre la semana 10 y las finales de conferencia, y una semana antes del Tazón México V
La temporada se canceló previo a la semana 6, debido a la pandemia del Covid-19.

### Calendario
- Los horarios corresponden al Tiempo del Centro de México en invierno (UTC-6).[18]

| Semana 1   | Semana 1 | Semana 1 | Semana 1                | Semana 1 | Semana 1 | Semana 1 | Semana 1  |
| Visitante  | Res.     | Local    | Estadio                 | Fecha    | Hora     | TV       | Streaming |
| ---------- | -------- | -------- | ----------------------- | -------- | -------- | -------- | --------- |
| Raptors    | 13 - 5   | Mexicas  | Perros Negros           | 7-feb    | 20:00    |          | LFA       |
| Condors    | 29 - 7   | Pioneros | La Pirámide             | 8-feb    | 12:00    |          | LFA       |
| Artilleros | 10 - 12  | Dinos    | Olímpico de Saltillo    | 8-feb    | 18:30    | RCG TV   | LFA       |
| Fundidores | 20 - 14  | Osos     | La Fortaleza Usiglo XXI | 9-feb    | 12:00    |          | LFA       |

| Semana 2  | Semana 2 | Semana 2   | Semana 2             | Semana 2 | Semana 2 | Semana 2 | Semana 2  |
| Visitante | Res.     | Local      | Estadio              | Fecha    | Hora     | TV       | Streaming |
| --------- | -------- | ---------- | -------------------- | -------- | -------- | -------- | --------- |
| Dinos     | 23 - 15  | Fundidores | Estadio Borregos     | 14-feb   | 20:00    |          | LFA       |
| Mexicas   | 26 - 24  | Artilleros | Olímpico de la BUAP  | 15-feb   | 12:00    |          | LFA       |
| Pioneros  | 2 - 19   | Raptors    | José Ortega Martínez | 15-feb   | 17:00    |          | LFA       |
| Osos      | 10 - 27  | Condors    | Tormenta Negra CSF   | 16-feb   | 12:00    |          | LFA       |

| Semana 3   | Semana 3 | Semana 3 | Semana 3             | Semana 3 | Semana 3 | Semana 3 | Semana 3  |
| Visitante  | Res.     | Local    | Estadio              | Fecha    | Hora     | TV       | Streaming |
| ---------- | -------- | -------- | -------------------- | -------- | -------- | -------- | --------- |
| Osos       | 16 - 15  | Mexicas  | Perros Negros        | 22-feb   | 14:00    |          | LFA       |
| Raptors    | 29 - 30  | Dinos    | Olímpico de Saltillo | 22-feb   | 18:30    | RCG TV   | LFA       |
| Artilleros | 18 - 29  | Condors  | Tormenta Negra CSF   | 23-feb   | 12:00    |          | LFA       |
| Fundidores | 23 - 03  | Pioneros | La Pirámide          | 23-feb   | 15:00    |          | LFA       |

| Semana 4  | Semana 4 | Semana 4   | Semana 4             | Semana 4 | Semana 4 | Semana 4   | Semana 4  |
| Visitante | Res.     | Local      | Estadio              | Fecha    | Hora     | TV         | Streaming |
| --------- | -------- | ---------- | -------------------- | -------- | -------- | ---------- | --------- |
| Mexicas   | 13 - 19  | Fundidores | Estadio Borregos     | 28-feb   | 20:00    |            | LFA       |
| Pioneros  | 19 - 24  | Artilleros | Olímpico de la BUAP  | 14-mar   | 14:00    |            | LFA       |
| Osos      | 7 - 23   | Raptors    | José Ortega Martínez | 29-feb   | 17:00    | Heraldo TV | LFA       |
| Dinos     | 20 -26   | Condors    | Tormenta Negra CSF   | 1-mar    | 12:00    |            | LFA       |

| Semana 5   | Semana 5 | Semana 5 | Semana 5                | Semana 5 | Semana 5 | Semana 5   | Semana 5  |
| Visitante  | Res.     | Local    | Estadio                 | Fecha    | Hora     | TV         | Streaming |
| ---------- | -------- | -------- | ----------------------- | -------- | -------- | ---------- | --------- |
| Condors    | 10 - 27  | Mexicas  | Perros Negros           | 7-mar    | 12:00    |            | LFA       |
| Fundidores | 0 - 28   | Raptors  | José Ortega Martínez    | 7-mar    | 17:00    | Heraldo TV | LFA       |
| Pioneros   | 9 - 8    | Dinos    | Olímpico de Saltillo    | 7-mar    | 18:30    | RCG TV     | LFA       |
| Artilleros | 31 - 21  | Osos     | La Fortaleza Usiglo XXI | 8-mar    | 12:00    |            | LFA       |

| Semana 6   | Semana 6 | Semana 6 | Semana 6                | Semana 6 | Semana 6 | Semana 6 | Semana 6  |
| Visitante  | Res.     | Local    | Estadio                 | Fecha    | Hora     | TV       | Streaming |
| ---------- | -------- | -------- | ----------------------- | -------- | -------- | -------- | --------- |
| Osos       | -        | Condors  | La Fortaleza Usiglo XXI | 22-mar   | 12:00    |          | LFA       |
| Artilleros | -        | Mexicas  | Perros Negros           | 21-mar   | 19:00    |          | LFA       |
| Fundidores | -        | Dinos    | Olímpico de Saltillo    | 21-mar   | 18:30    | RCG TV   | LFA       |
| Raptors    | -        | Pioneros | La Pirámide             | 22-mar   | 15:00    |          | LFA       |

| Semana 7  | Semana 7 | Semana 7   | Semana 7                | Semana 7 | Semana 7 | Semana 7 | Semana 7  |
| Visitante | Res.     | Local      | Estadio                 | Fecha    | Hora     | TV       | Streaming |
| --------- | -------- | ---------- | ----------------------- | -------- | -------- | -------- | --------- |
| Pioneros  | -        | Fundidores | Estadio Borregos        | 27-mar   | 20:00    |          | LFA       |
| Condors   | -        | Artilleros | Olímpico de la BUAP     | 28-mar   | 14:00    |          | LFA       |
| Dinos     | -        | Raptors    | José Ortega Martínez    | 28-mar   | 17:00    |          | LFA       |
| Mexicas   | -        | Osos       | La Fortaleza Usiglo XXI | 29-mar   | 12:00    |          | LFA       |

| Semana 8   | Semana 8 | Semana 8   | Semana 8             | Semana 8 | Semana 8 | Semana 8 | Semana 8  |
| Visitante  | Res.     | Local      | Estadio              | Fecha    | Hora     | TV       | Streaming |
| ---------- | -------- | ---------- | -------------------- | -------- | -------- | -------- | --------- |
| Fundidores | -        | Artilleros | Olímpico de la BUAP  | 4-abr    | 14:00    |          | LFA       |
| Osos       | -        | Dinos      | Olímpico de Saltillo | 4-abr    | 18:30    | RCG TV   | LFA       |
| Raptors    | -        | Condors    | Tormenta Negra CSF   | 5-abr    | 12:00    |          | LFA       |
| Mexicas    | -        | Pioneros   | La Pirámide          | 22-mar   | 15:00    |          | LFA       |

| Semana 9   | Semana 9 | Semana 9   | Semana 9                | Semana 9 | Semana 9 | Semana 9 | Semana 9  |
| Visitante  | Res.     | Local      | Estadio                 | Fecha    | Hora     | TV       | Streaming |
| ---------- | -------- | ---------- | ----------------------- | -------- | -------- | -------- | --------- |
| Condors    | -        | Fundidores | Estadio Borregos        | 17-abr   | 20:00    |          | LFA       |
| Pioneros   | -        | Osos       | La Fortaleza Usiglo XXI | 18-abr   | 12:00    |          | LFA       |
| Artilleros | -        | Raptors    | José Ortega Martínez    | 18-abr   | 17:00    |          | LFA       |
| Dinos      | -        | Mexicas    | Perros Negros           | 19-abr   | 13:00    |          | LFA       |

| Semana 10 | Semana 10 | Semana 10  | Semana 10           | Semana 10 | Semana 10 | Semana 10 | Semana 10 |
| Visitante | Res.      | Local      | Estadio             | Fecha     | Hora      | TV        | Streaming |
| --------- | --------- | ---------- | ------------------- | --------- | --------- | --------- | --------- |
| Raptors   | -         | Fundidores | Estadio Borregos    | 24-abr    | 20:00     |           | LFA       |
| Osos      | -         | Artilleros | Olímpico de la BUAP | 25-abr    | 14:00     |           | LFA       |
| Mexicas   | -         | Condors    | Tormenta Negra CSF  | 25-abr    | 12:00     |           | LFA       |
| Dinos     | -         | Pioneros   | La Pirámide         | 26-mar    | 15:00     |           | LFA       |

- Los horarios corresponden al Tiempo del Centro de México en verano (UTC-5).

### Standings
- Fecha de actualización: semana 5

| División Centro | División Centro | División Centro | División Centro |
| Equipo          | Récord          | Cociente        | División        |
| --------------- | --------------- | --------------- | --------------- |
| Artilleros      | 2-3             | 0.250           | 1-2             |
| Condors         | 4-1             | 0.800           | 2-1             |
| Mexicas         | 2-3             | 0.400           | 2-1             |
| Osos            | 1-4             | 0.200           | 1-2             |

| División Norte | División Norte | División Norte | División Norte |
| Equipo         | Récord         | Cociente       | División       |
| -------------- | -------------- | -------------- | -------------- |
| Dinos          | 3-2            | 0.600          | 2-1            |
| Fundidores     | 3-2            | 0.600          | 1-2            |
| Pioneros       | 1-4            | 0.250          | 1-2            |
| Raptors        | 4-1            | 0.800          | 2-1            |

     Clasificado a Postemporada: (1) como local, (2) como visitante

### Estadísticas
- Fecha de actualización: semana 1

| Equipo     | Ofensiva | Ofensiva | Ofensiva | Ofensiva | Defensiva | Defensiva | Defensiva | Defensiva | División |
| Equipo     | PF       | yd-g-air | yd-g-ter | yd-g-tot | PC        | yd-p-air  | yd-p-ter  | yd-p-tot  | División |
| ---------- | -------- | -------- | -------- | -------- | --------- | --------- | --------- | --------- | -------- |
| Artilleros | 10       | 133      | 86       | 219      | 12        | 250       | 89        | 339       | Centro   |
| Condors    | 29       | 297      | 115      | 412      | 7         | 37        | 76        | 113       | Centro   |
| Dinos      | 12       | 250      | 89       | 339      | 10        | 133       | 86        | 219       | Norte    |
| Fundidores | 20       | 140      | -1       | 139      | 14        | 163       | 147       | 310       | Norte    |
| Mexicas    | 5        | 145      | 46       | 191      | 13        | 168       | 108       | 276       | Centro   |
| Osos       | 14       | 163      | 147      | 310      | 20        | 140       | -1        | 139       | Centro   |
| Pioneros   | 7        | 37       | 76       | 113      | 29        | 297       | 115       | 412       | Norte    |
| Raptors    | 13       | 168      | 108      | 276      | 5         | 145       | 46        | 191       | Norte    |

     Primer lugar en el rubro      Último lugar en el rubro

## Postemporada
|  | Semifinales                              | Semifinales        |   |  | Final                      | Final |  |
|  |                                          |                    |   |  |                            |       |  |
|  | Campeonato Divisional Norte Por definir  |                    |   |  |                            |       |  |
|  | 2.º clasificado                          | @                  |   |  |                            |       |  |
|  | 1.er Clasificado                         | @                  |   |  |                            |       |  |
|  |                                          |                    |   |  |                            |       |  |
|  |                                          |                    |   |  | Tazón México V Por definir |       |  |
|  |                                          |                    |   |  | Ganador Div Norte          | @     |  |
|  |                                          | Ganador Div Centro | @ |  |                            |       |  |
|  |                                          |                    |   |  |                            |       |  |
|  |                                          |                    |   |  |                            |       |  |
|  |                                          |                    |   |  |                            |       |  |
|  | Campeonato Divisional Centro Por definir |                    |   |  |                            |       |  |
|  | 2.º clasificado                          | @                  |   |  |                            |       |  |
|  | 1.er Clasificado                         | @                  |   |  |                            |       |  |

| Casco           |        |               |
| Brazo izquierdo | Cuerpo | Brazo derecho |
| Pantalones      |        |               |
| Medias          |        |               |
| 2.º             |        |               |

| 2/3 de mayo de 2020, 00:00 Por definir TV: |    |    |    |    |    |
| \| Equipo \| 1C \| 2C \| 3C \| 4C \| TE \| \| -------------- \| -- \| -- \| -- \| -- \| -- \| \| 2.º Div Norte \| 0 \| 0 \| 20 \| 0 \| \| \| 1.er Div Norte \| 0 \| 0 \| 0 \| 10 \| \| |    |    |    |    |    |
| Equipo | 1C | 2C | 3C | 4C | TE |
| 2.º Div Norte | 0  | 0  | 20 | 0  |    |
| 1.er Div Norte | 0  | 0  | 0  | 10 |    |

| Equipo         | 1C | 2C | 3C | 4C | TE |
| -------------- | -- | -- | -- | -- | -- |
| 2.º Div Norte  | 0  | 0  | 20 | 0  |    |
| 1.er Div Norte | 0  | 0  | 0  | 10 |    |

| Casco           |        |               |
| Brazo izquierdo | Cuerpo | Brazo derecho |
| Pantalones      |        |               |
| Medias          |        |               |
| 1.er            |        |               |

| Casco           |        |               |
| Brazo izquierdo | Cuerpo | Brazo derecho |
| Pantalones      |        |               |
| Medias          |        |               |
| 2.º             |        |               |

| 2/3 de mayo de 2020, 00:00 Por definir TV: |    |    |    |    |
| \| Equipo \| 1C \| 2C \| 3C \| 4C \| \| --------------- \| -- \| -- \| -- \| -- \| \| 2.º Div Centro \| 0 \| 0 \| 0 \| 0 \| \| 1.er Div Centro \| 0 \| 0 \| 0 \| 0 \| |    |    |    |    |
| Equipo | 1C | 2C | 3C | 4C |
| 2.º Div Centro | 0  | 0  | 0  | 0  |
| 1.er Div Centro | 0  | 0  | 0  | 0  |

| Equipo          | 1C | 2C | 3C | 4C |
| --------------- | -- | -- | -- | -- |
| 2.º Div Centro  | 0  | 0  | 0  | 0  |
| 1.er Div Centro | 0  | 0  | 0  | 0  |

| Casco           |        |               |
| Brazo izquierdo | Cuerpo | Brazo derecho |
| Pantalones      |        |               |
| Medias          |        |               |
| 1.er            |        |               |

## Tazón México V
El Tazón México V se realizara el 17 de mayo de 2020 con hora y lugar por definir, debido a que se contemplara los ganadores de la división norte para escoger una sede por primera vez fuera de la Ciudad de México.

### Resumen de anotaciones
| Cto. | Reloj | Serie | Serie | Serie | Eq. | Anotaciones | Marcador | Marcador |
| Cto. | Reloj | Jug.  | Yd    | TDJ   | Eq. | Anotaciones | Nort     | Cent     |
| ---- | ----- | ----- | ----- | ----- | --- | ----------- | -------- | -------- |
|      |       |       |       |       |     |             |          |          |
|      |       |       |       |       |     |             |          |          |
|      |       |       |       |       |     |             |          |          |
|      |       |       |       |       |     |             |          |          |
|      |       |       |       |       |     |             |          |          |
|      |       |       |       |       |     |             |          |          |

### Estadísticas
| Concepto               | Campeón Div Norte | Campeón Div Centro | # |
| ---------------------- | ----------------- | ------------------ | - |
| Yardas totales         | -                 | -                  |   |
| Yardas por tierra      | -                 | -                  |   |
| Yardas por aire        | -                 | -                  |   |
| Entregas de balón      | -                 | -                  |   |
| Tiempo de posesión     | -                 | -                  |   |
| 1ro y diez             | -                 | -                  |   |
| 1ro y diez en 3er down | -                 | -                  |   |
| Castigos/yardas        | -/-               | -/-                |   |

### Alineación inicial
| #         | Campeón Div Norte | Posición | Posición | Campeón Div Centro | #        |
| Ofensiva  | Ofensiva          | Ofensiva | Ofensiva | Ofensiva           | Ofensiva |
| --------- | ----------------- | -------- | -------- | ------------------ | -------- |
|           |                   |          |          |                    |          |
|           |                   |          |          |                    |          |
|           |                   |          |          |                    |          |
|           |                   |          |          |                    |          |
|           |                   |          |          |                    |          |
|           |                   |          |          |                    |          |
|           |                   |          |          |                    |          |
|           |                   |          |          |                    |          |
|           |                   |          |          |                    |          |
|           |                   |          |          |                    |          |
|           |                   |          |          |                    |          |
| Defensiva |                   |          |          |                    |          |
|           |                   |          |          |                    |          |
|           |                   |          |          |                    |          |
|           |                   |          |          |                    |          |
|           |                   |          |          |                    |          |
|           |                   |          |          |                    |          |
|           |                   |          |          |                    |          |
|           |                   |          |          |                    |          |
|           |                   |          |          |                    |          |
|           |                   |          |          |                    |          |
|           |                   |          |          |                    |          |
|           |                   |          |          |                    |          |

| Campeón Tazón México V |
| ---------------------- |
|                        |
| Por definir            |
| Campeón                |